# Schleuse Schwedt
Die Schleuse Schwedt ist eine Schleuse in der Schwedter Querfahrt (SQF) und liegt im Stadtgebiet von Schwedt/Oder. 

## Geschichte
Die Schleuse Schwedt wurde in den Jahren 1923/24 erbaut und war ursprünglich für die Selbstbedienung konzipiert. Die beiden Stemmtore und Klappschütze mussten von Hand bedient werden.
1968 wurden die Handkurbeln durch elektrische Antriebe ersetzt. Aufgrund des Verschleißes und eingeschränkter Funktionstüchtigkeit wurden sie 1994 durch einen Prototyp erneuert, der sich im laufenden Betrieb jedoch nicht bewährt hat. Wegen zahlreicher Störungen musste die Schleuse mehrfach gesperrt werden.
Als Eingangsschleuse zur Oder ist die Schleuse Schwedt für das Eisbrecherkonzept des Wasserstraßen- und Schifffahrtsamtes Oder-Havel von besonderer Bedeutung. Sie muss auch in den Wintermonaten, insbesondere bei einsetzendem Tauwetter für die Durchfahrt der Eisbrecher betriebsbereit sein. Damit das Wasser auf der Oder abfließen kann, muss das Eis flussaufwärts gebrochen werden. Wenn die Eisbrecher die Schleuse nicht passieren können, kann es zu Eisbarrieren und Überschwemmungen kommen. Aus diesem Grund erfolgte im Herbst 2001 eine umfassende Sanierung der Anlage. Die störanfälligen Antriebe wurden durch Elektrohubzylinder ersetzt und in das Ober- und Unterhaupt wurden Luftsprudelanlagen eingebaut. Sie verhindern die Vereisung der Stemmtore und Schütze und mindern den Verschleiß.

## Schleusendaten
Die Schleuse Schwedt gleicht den Wasserstand zwischen der Oder und der Hohensaaten-Friedrichsthaler Wasserstraße mit einer durchschnittlichen Fallhöhe von 0,25 m aus. Sie wird vom Wasserstraßen- und Schifffahrtsamt Oder-Havel betrieben und täglich zu festen Zeiten vor Ort bedient. Die Schleusenkammer kann auf 61,5 m Länge und 10,0 m Breite genutzt werden. Nordöstlich der Schleuse überquert eine Fußgängerbrücke die Schwedter Querfahrt.